# Ulla Kreilinger
Ulla Kreilinger (* 11. September 1962 in Passau) ist eine deutsche Klassische Archäologin.

## Leben
Ulla Kreilinger legte 1981 das Abitur am Gymnasium Leopoldinum in Passau. Dabei gewann sie den Dr.- Otto-Thaler-Preis für alte Sprachen. Nach dem Abitur begann sie ein Studium der Klassischen Archäologie, Gräzistik, Latinistik und der Provinzialrömischen Archäologie an der Universität München, 1984 wechselte sie an die Universität Heidelberg. Schon während des Studiums arbeitete sie an mehreren Ausgrabungen in Deutschland sowie Italien mit. Ein einjähriger Studienaufenthalt führte Kreilinger als Stipendiatin des DAAD nach Rom, wo sie als wissenschaftliche Hilfskraft in der Photothek der Abteilung Rom des Deutschen Archäologischen Instituts (DAI) arbeitete. 1989 wurde sie Mitarbeiterin am Kurpfälzischen Museum der Stadt Heidelberg, wo sie mit der Inventarisierung, Katalogisierung und wissenschaftlichen Bearbeitung römischer Gläser befasst war. 1990 promovierte sie in Heidelberg bei Tonio Hölscher mit einer Arbeit zum Thema Römische Bronzeappliken mit historischen Themen und wurde wissenschaftliche Mitarbeiterin der Heidelberger Akademie der Wissenschaften. Hier legte sie eine Datenbank für das Lexicon-Iconographicum-Mythologiae-Classicae-Projekt an. Danach wurde sie noch 1990 wissenschaftliche Hilfskraft beim Hispania-Antiqua-Projekt der Abteilung Madrid des DAI. Für das Projekt bearbeitete sie die römischen Mosaiken der Iberischen Halbinsel. Während dieser Zeit war sie zudem Reisestipendiatin des DAI. 1991 wurde Kreilinger Referentin für Allgemeines an der Abteilung Athen des DAI. Während der griechischen Jahre nahm sie an der Grabung in Megalopolis teil, die von Hans Lauter geleitet wurde.
Kreilinger blieb bis 1996 in Griechenland und ging dann wieder zurück nach Deutschland, wo sie 1997/98 zunächst Stipendiatin der Deutschen Forschungsgemeinschaft (DFG) war und ihr erstes Habilitationsvorhaben an der Universität Marburg begann. Doch führte sie das Arbeitsvorhaben Kulte auf griechischen Agorai unter besonderer Berücksichtigung der Peloponnes in spätklassisch-hellenistischer Zeit nicht zu Ende. 1998 wurde sie wissenschaftliche Assistentin am Institut für Klassische Archäologie der Universität Erlangen. Von 1999 bis 2002 fungierte sie auch als stellvertretende Frauenbeauftragte ihrer Fakultät, von 2002 bis 2006 war sie Frauenbeauftragte. Die Habilitation erfolgte in Erlangen 2003 mit einer Arbeit zum Thema Anständige Nacktheit. Körperpflege, Reinigungsriten und das Phänomen weiblicher Nacktheit im klassischen Athen. Für ihre Arbeit erhielt sie den Habilitationspreis der Universität Erlangen. Von 2004 bis 2010 war Kreilinger Oberassistentin. Zwischenzeitlich vertrat sie die vakante Professur (Nachfolge Peter Kranz und Nachfolge Stefan Ritter), 2016/17 eine Professur in Köln.
Seit 2011 arbeitet Kreilinger als selbständige Archäologin. 2012 übernahm sie das von Christa Landwehr († 2012) initiierte Projekt „Die römischen Skulpturen von Caesarea Mauretaniae“ und kümmerte sich dort um die Neuorganisation des (alten) Nationalmuseums von Cherchell (Algerien), ein Projekt des Deutschen Archäologischen Instituts unter Leitung von Ortwin Dally.
Kreilingers Forschungsschwerpunkte sind Alltagsbilder auf griechischer Keramik, griechische Heiligtümer, historische Topographie der Peloponnes, Griechenland in der römischen Kaiserzeit sowie Nordafrika in späthellenistisch-römischer Zeit.

## Schriften
- Römische Bronzeappliken. Historische Reliefs im Kleinformat. Verlag Archäologie und Geschichte, Heidelberg 1996, ISBN 3-9801863-7-7 (Archäologie und Geschichte, Bd. 6).
- mit Martin Boss und Peter Kranz (Hrsg.): Antikensammlung Erlangen. Auswahlkatalog. Palm und Enke, Erlangen-Jena 2002, ISBN 3-7896-0655-3 (Schriften der Erlanger Antikensammlung, Bd. 1).
- Im Antlitz der Macht. Römische Kaiserportraits zu Erlangen. Eine studentische Ausstellung des Instituts für Klassische Archäologie in Erlangen (Hrsg.). Bodner, Pressath 2003, ISBN 3-937117-00-8 (Schriften der Erlanger Antikensammlung, Bd. 2).
- Anständige Nacktheit. Körperpflege, Reinigungsriten und das Phänomen weiblicher Nacktheit im archaisch-klassischen Athen. Leidorf, Rahden 2007, ISBN 978-3-89646-982-3 (Tübinger archäologische Forschungen, Bd. 2).
- Im Schatten der Macht. Porträts der weiblichen Mitglieder des römischen Kaiserhauses. Eine studentische Ausstellung des Instituts für Klassische Archäologie in Erlangen (Hrsg.). Bodner, Pressath 2009, ISBN 978-3-937117-85-0 (Schriften der Erlanger Antikensammlung, Bd. 2).
- mit Nadjoua Atif Hamza: Le Musée Public National de Cherchell. Das Nationalmuseum von Cherchell. Deutsches Archäologisches Institut, Abteilung Rom 2019.